# Distretto elettorale di Olukonda
Il distretto elettorale di Olukonda è un distretto elettorale della Namibia situato nella Regione di Oshikoto con 9.559 abitanti al censimento del 2011. Il capoluogo è la città di Olukonda.